# RDF 1985
RDF 1985 est un jeu vidéo de type wargame créé par Roger Keating et publié par Strategic Simulations en 1983 sur Apple II et en 1984 sur Commodore 64. Il est le deuxième volet de la série When Superpowers Collide, après Germany 1985, qui retrace une Troisième Guerre mondiale hypothétique qui oppose l’OTAN à l’URSS. Le jeu simule la riposte des États-Unis à la prise de contrôle des champs pétrolifères du golfe Persique par les soviétique. Le jeu se déroule sur une carte de la région, constituée de cases hexagonales, que le joueur peut faire défiler. Sur cette carte, les joueurs donnent en alternance des ordres à chacune de leurs unités afin de les déplacer, de les faire attaquer ou de changer leur mode de combat. Les combats s’initient automatiquement lorsqu’un joueur déplace une de ses unités sur une case adjacente à un ennemi. Le résultat de l’affrontement est alors calculé par l’ordinateur en fonction des caractéristiques des unités mais aussi de paramètre extérieur comme les tirs d’artillerie ou le soutien d’unités amies. RDF 1985 est développé par Roger Keating à partir du moteur de jeu de Germany 1985, déjà basé sur celui d’un  de ses précédents titres, Southern Command. Pour refléter le fait qu’il ne constitue pas réellement un jeu à part entière, il est publié par  Strategic Simulations  a un prix moins élevé que son prédécesseur et sa première édition n’est pas livré avec le manuel d’instruction, qu’il partage avec le jeu original. 
À sa sortie, RDF 1985 fait l’objet d’une critique plutôt positive de Brian Murphy, dans le magazine Creative Computing, qui salue notamment la qualité de ses graphismes, son réalisme et son système de jeu entièrement automatisé. Il note en revanche que compte tenu de sa complexité, il est difficile à maîtriser et est donc avant tout destinés aux joueurs expérimentés. Ce constat est partagé par Jay Selover, du magazine Computer Gaming World, qui estime que, globalement, la série s’adresse avant tout aux vétérans du genre. Après Germany 1985 et RDF 1985, Roger Keating développe deux nouveaux volet de sa série – Baltic 1985 et Norway 1985 – qui s’appuient sur le même moteur de jeu et le même contexte historique que leurs prédécesseurs. Le premier, publié en 1984, simule une invasion soviétique dans le nord de l’Europe et le second, est publié en 1985, simule une invasion de la Norvège et la contre-attaque de l’OTAN.

## Trame
RDF 1985 est le deuxième volet d’une série de quatre wargames , baptiséeWhen Super Powers Collides, qui simulent différentes opérations d’un conflit hypothétique entre l’URSS et les États-Unis en 1985. Alors que son prédécesseur, Germany 1985, se déroule en Europe et retrace l’invasion de l’Allemagne de l’Ouest par les soviétiques, ce deuxième volet se déroule dans le golfe Persique et simule la tentative de prise de contrôle des champs pétrolifères de la région par les russes et la riposte des États-Unis par le déploiement de la Rapid Deployment Force (RDF) afin de stopper l’invasion. Cette force est d’abord constituée de parachutistes dont une des missions est de sécuriser un accès à la mer en vue de l’intervention de l’US Navy,.

## Système de jeu
RDF 1985 est un wargame qui simule, au niveau opérationnel, un affrontement entre les États-Unis et l’URSS dans le golfe Persique,. Le jeu ne propose qu’un unique scénario qui peut être joué contre un autre joueur ou contre l’ordinateur, qui contrôle alors les soviétiques et qui peut jouer à différents niveaux de difficulté. Dans ce scénario, les américains commencent leur contre-attaque par des parachutages d’infanterie, dont le joueur peut définir la zone d’atterrissage. Avec ces premières troupes, le joueur doit ensuite sécuriser un aérodrome afin de permettre l’arrivée de renfort par les airs. L’objectif suivant est de prendre le contrôle des villes, des champs pétrolifères et des aérodromes de la région puis de sécuriser un accès à la mer en vue de l’intervention de l’US Navy,.
Le jeu se déroule sur une carte composée de 1092 cases hexagonales et représentant une partie du golfe Persique. Dans le mode normal, seule une fraction de la carte est affichée à l’écran et le joueur doit donc la faire défiler, par l’intermédiaire d’une commande spécifique ou d’un curseur qu’il déplace à l’aide des touches directionnelles du clavier. Sur la carte, les différents types de terrains sont représentés par des couleurs et les unités par des symboles qui indiquent le type de troupe dont il s’agit. Le joueur peut également accéder à une carte stratégique qui lui donne une vue d’ensemble de la zone de combat et indique la position des unités, mais pas leur type, ainsi que les types de terrains,. Chacun à leur tour, les joueurs déplacent et font combattre chacune de leurs unités individuellement et dans n’importe quel ordre. Pour cela, il sélectionne d’abord l’unité à l’aide d’un curseur. L’ordinateur l’informe alors du statut de l’unité, dont notamment son « mode ». Une unité peut en effet se voir attribuer un mode parmi les huit proposé par le jeu : normal, attaque, défense, support, transport, tir, rivière et réorganisation. Chaque mode à des avantages et des faiblesses spécifiques en fonction de la situation. Après avoir vérifié le statut de l’unité, le joueur peut lui donner des ordres. Il peut notamment lui ordonner de se déplacer ou d’attaquer une unité ennemie et de demander un soutien de l’artillerie. Il peut également lui ordonner de passer en mode défensif, en mode tir ou en mode support afin d’assister une unité adjacente dans un combat. Il peut enfin lui donner un ordre différent, qui lui permet de conserver ses points d’actions inutilisé jusqu’au tour de l’adversaire. Lors de celui, l’unité devient ainsi susceptible d’attaquer un ennemi entrant dans son champ de vision. Les combats sont initiés automatiquement lorsque le joueur déplace une de ses unités sur une case adjacente à un ennemi. L’affrontement est résolu en comparant l’attaque et la défense des unités impliquées, la différence déterminant les pertes de chacune d’elles. Les niveaux d’attaque et de défense dépendent de la force et de l’efficacité des unités, de leur mode, de la présence d’unités amies ou ennemies en mode support sur des cases adjacentes, de la proximité du quartier général des unités, du terrain sur lequel se trouve l’unité qui défend  et d’éventuels tirs de barrage de l’artillerie.

## Développement et publication
RDF 1985 est le deuxième volet d'une série de quatre wargames, baptisée When Super Powers Collides, développés par Roger Keating et qui partagent le même moteur de jeu et le même contexte historique. Ce moteur de jeu, introduit dans Germany 1985 en 1982, est lui-même basé sur celui d’un des précédent titres développés par Roger Keating, Southern Command, publié par Strategic Simulations en 1981,. RDF 1985 est publié par le même éditeur en 1983 sur Apple II puis en mars 1984 sur Commodore 64,. Pour refléter le fait que RDF 1985 constitue une suite basée sur le même moteur que Germany 1985, Strategic Simulations le publie à moindre prix que le jeu original et sa première édition n’est pas livrée avec le manuel d’instruction, qu’il partage avec le jeu original. Les joueurs qui ne possèdent pas Germany 1985, mais souhaitent le consulter, doivent donc le commander à part.

## Accueil
| RDF 1985 |      |       |
| Média    | Nat. | Notes |
| Tilt     | FR   | 6/6   |

À sa sortie, RDF 1985 fait l’objet d’une critique plutôt positive de Brian Murphy dans le magazine Creative Computing. Celui-ci met d’abord en avant ses « bons »  graphismes, en haute résolution et en couleur, ainsi que son système de jeu qu’il juge « élégant » et qui fait d’après lui une bonne utilisation des capacités de l’Apple II en matière de wargame. Il note en particulier que, comme son prédécesseur, il est l’un des rares wargames à être quasiment « entièrement automatique » grâce à son système de contrôle, qui évite au joueur d’oublier de déplacer des unités, ou à son système d’ordres différés. Il salue également le réalisme de son système de résolution des combats, même s’il ajoute que le grand nombre de paramètres pris en compte fait qu’il est difficile de se rappeler tout ce qui doit être fait pour gagner une bataille. Compte tenu de cette complexité, il juge que, comme Germany 1985, le jeu n’est pas destiné aux wargamers débutant et qu’il donnera du fil a retordre même aux vétérans du genre. Il conclut cependant que, une fois son système de jeu maîtrisé, il se révèle être l’un des plus redoutables défis pouvant être offert à un wargamer. Dans un dossier consacré aux trois premiers volets de la série, Jay Selover du magazine Computer Gaming World fait également l’éloge de son système de jeu, même s’il partage l’avis de Brian Murphy concernant la complexité de son système de résolution des combats. Il juge comme lui que le jeu, et le reste de la série, s’adresse donc aux wargamers expérimentés, les joueurs débutant risquant de le trouver trop complexe.

## Postérité
Après Germany 1985 et RDF 1985, Roger Keating développe deux nouveaux wargames dans la série When Super Powers Collides, Baltic 1985 et Norway 1985, qui partagent le même moteur de jeu et le même contexte historique que leurs prédécesseurs. Le troisième volet de la série, Baltic 1985, est publié en 1984 et simule une invasion soviétique dans le nord de l’Europe. Le quatrième, Norway 1985, est publié en 1985 et simule une invasion terrestre de la Norvège et la réponse de l’OTAN à cette attaque,. Comme RDF 1985, ils sont publiés à moindre prix et sans manuel d’instruction. Outre les quatre épisodes de la série, Roger Keating et Strategic Simulations prévoit initialement de publier une cinquième disquette devant permettre aux possesseurs des précédents volets de créer leurs propres scénarios en modifiant par exemple le planning d’arrivé des unités, leurs positions ou la configuration du terrain.